# Kupeornis rufocinctus
Kupeornis rufocinctus là một loài chim trong họ Leiothrichidae.